# Смерть и дровосек
«Смерть и дровосек» (фр. La Mort et le Bûcheron) — шестнадцатая басня Жана де Лафонтена из 1-й книги его басен, впервые опубликованной в 1668 году.
Басню проиллюстрировал музыкой Франсис Пуленк в своём балете «Примерные звери» (фр. «Les Animaux modèles») в Париже в 1942 году.
Басня «Смерть и дровосек» связана с другой басней Лафонтена, «Смерть и несчастный», — пятнадцатой из того же сборника.